# 冰川时代
《冰原歷險記》（英語：Ice Age）是一部於2002年上映的美國電腦動畫喜劇冒險片，由藍天工作室製作，二十世紀福斯發行，導演為克里斯·韦奇和卡洛斯·沙尔丹哈聯合執導。麥可·伯格、邁克爾·J·威爾遜和彼得·阿克曼擔任編劇，配音陣容包括雷·羅曼諾、約翰·李古查摩、丹尼斯·利瑞、傑克·布萊克。
這部電影以更新世的冰河時代為背景，圍繞著三個史前動物主角——一隻嚴肅的長毛猛獁象曼尼、一隻聒噪的巨爪地懶喜德，和一隻喜好諷刺的劍齒虎狄亞哥，當他們遇到了一個人類嬰兒後，並共同努力將它送回其部落的故事。此外，這部電影偶爾會跟隨一隻無語的“劍齒松鼠”鼠奎特，且經常且為了隱藏橡子而搞出巨大的災難。《冰原歷險記》最初是由福克斯動畫工作室開發的2D動畫電影，電影原先預定由唐·布魯斯和葛瑞·古德曼執導，由於CGI動畫的興起，加上福斯傳統動畫電影《泰坦A.E.》（Titan A.E.）的失敗，於是把製作轉向給專職CGI電腦動畫的藍天工作室。重點則從製作動作冒險的劇情片轉移到更偏向喜劇的故事，並聘請了幾位編劇以讓角色具有更詼諧的語氣。
《冰原歷險記》於2002年3月15日在美國上映。它獲得了評論家的大部分正面評價，並獲得了第75屆奧斯卡金像獎最佳動畫長片的提名。該部電影票房收入超過3.832億美元，成為2002年票房第八高的電影和2002年票房最高的動畫電影。並成為「冰原歷險記系列」的第一部電影，隨後推出續集，包括2006年的《冰原歷險記2》、2009年的《冰原歷險記3：恐龍現身》、2012年《冰原歷險記4：板塊漂移》、2016年《冰原歷險記：笑星撞地球》、2022年《冰原歷險記：巴克大冒險》、電視劇及電玩遊戲等衍生作品。

## 動畫角色
動畫角色全都是史前動物。電影將這些動物擬人化，會彼此溝通與思考，如同許多史前電影，時代考究較為寬鬆不嚴謹，許多影片裡出現的生物物種，並非真正生存在同一時空，都將之歸類在同一史前時代裡，如幾萬年前的人種尼安德塔和滅亡至今數千萬年的恐龍即不可能出現同一時代。
鼠奎特（Scrat）
是一隻冰河時代的小型松鼠動物，特色是喜愛橡子（acorn），且為了藏橡子常常搞出大型災變，行为搞笑，大抢主角镜头。

## 配音員
| 配音          | 配音     | 配音     | 配音     | 角色                                    |
| 美國          | 台灣     | 香港     | 大陸     | 角色                                    |
| ------------- | -------- | -------- | -------- | --------------------------------------- |
| 雷·羅曼諾     | 趙樹海   | 梁漢文   | 刘风     | 蠻弗瑞“蠻尼”（Manfred "Manny"），猛犸象 |
| 丹尼斯·利瑞   | 李立群   | 少爺占   | 程玉珠   | 狄亞哥（Diego），斯劍虎                 |
| 約翰·李古查摩 | 唐從聖   | 李璨琛   | 翟巍     | 喜德（Sid），巨爪地懶                   |
| 克里斯·韦奇   | 使用原音 | 使用原音 | 使用原音 | 鼠奎特（Scrat），劍齒松鼠               |
| 喬藍·維斯吉克 | 李立英   | 周志輝   |          | 蘇圖（Soto），斯劍虎                    |
| 傑克·布萊克   | 李香生   |          |          | 哲克（Zeke），斯劍虎                    |
| 狄爾里奇·巴德 | 沈光平   | 龔國強   |          | 奧斯卡（Oscar），斯劍虎                 |
| 艾倫·圖代克   | 雷威遠   | 黃文偉   |          | 雷尼（Lenny），似劍齒虎                 |
| 藝人賽里奇特  | 陳宗岳   | 甄錦華   |          | 卡爾（Carl），巨角犀                    |
| 斯蒂芬·魯特   | 孫德成   |          |          | 法蘭克（Frank），巨角犀                 |
| 珍妮·卡寇斯基 | 魏晶琦   | 郭碧珍   |          | 瑞秋（Rachel），巨爪地懶                |
| 蘿莉·巴格里   | 陳美貞   | 陳安瑩   |          | 珍妮弗（Jennifer），巨爪地懶            |
| 塔拉·史壯     |          |          |          | Roshan，尼安德塔人                      |

## 史前動物
以下列出電影裡出現過的史前生物，再將之分為在影片中生存著與已故被冰凍的生物。
已滅絕的生物
- 漸雷獸
- 恐狼
- 渡渡鳥
- 雕齒獸
- 長頸駝
- 長毛象
- 尼安德塔人
- 古獸馬
- 老撾石鼠
- 劍齒虎
- 牙形石
- 暴龍
- 重爪龍

尚未滅絕的生物
- 土豚
- 河鱸
- 樹懶
- 食人魚
- 變形蟲
- 蚓螈
- 人類

未知
- 飛碟

## 反響

### 評價
爛番茄新鮮度77%，基於165條評論，平均分為6.8/10，而在Metacritic上得到60分，IMDB上得7.6分，獲得普遍好評。

## 外部連結
- 互联网电影数据库（IMDb）上《冰川时代》的资料（英文）
- 爛番茄上《冰川时代》的資料（英文）
- Metacritic上《冰川时代》的資料（英文）
- Box Office Mojo上《冰川时代》的資料（英文）
- AllMovie上《冰川时代》的资料（英文）
- Yahoo奇摩電影上《冰川时代》的資料（繁體中文）
- 開眼電影網上《冰川时代》的資料（繁體中文）
- 时光网上《冰川时代》的資料（简体中文）
- 豆瓣电影上《冰川时代》的資料 （简体中文）
- 中的“Ice Age”